# Marcel Jobin
Marcel Jobin est un marcheur athlétique québécois né en 1942 à Parent (Québec). 
Il a été champion du Canada sur 20 km, 14 fois de 1969 à 1984. 
Il a été membre de l'équipe olympique canadienne pour les jeux olympiques de Munich, Montréal, Moscou et Los Angeles.

## Distinctions
- 1980 - Prix Maurice-Richard
- 1991 - Chevalier de l'Ordre national du Québec
- 1992 - Membre de l'Ordre du Canada
- 1993 - Intronisé au Panthéon des sports du Québec